# Sphegoclytus
Sphegoclytus is een kevergeslacht uit de familie van de boktorren (Cerambycidae). De wetenschappelijke naam van het geslacht werd voor het eerst geldig gepubliceerd in 2005 door Sama.

## Soorten
Sphegoclytus is monotypisch en omvat slechts de volgende soort:
- Sphegoclytus stepanovi (Danilevsky & Miroshnikov, 1985)